# Uniwersytety w Polsce
Uniwersytety w Polsce – wykaz polskich uniwersytetów, działających w oparciu o ustawę Prawo o szkolnictwie wyższym i nauce (z 20 lipca 2018). Stosuje się ją do publicznych i niepublicznych szkół wyższych oraz Katolickiego Uniwersytetu Lubelskiego Jana Pawła II. Nie stosuje się jej do innych szkół wyższych i wyższych seminariów duchownych prowadzonych przez kościoły i związki wyznaniowe.
Podział na uniwersytety, uniwersytety techniczne i uniwersytety przymiotnikowe wprowadzono ustawą Prawo o szkolnictwie wyższym (z 27 lipca 2005). Część uczelni technicznych spełnia ustawowe wymogi przewidziane dla uniwersytetu technicznego (co zaznacza w swoich statutach), lecz nie stosuje tej nazwy. Podobnie rzecz się ma z niektórymi innymi uczelniami (na przykład SGGW).

## Rys historyczny

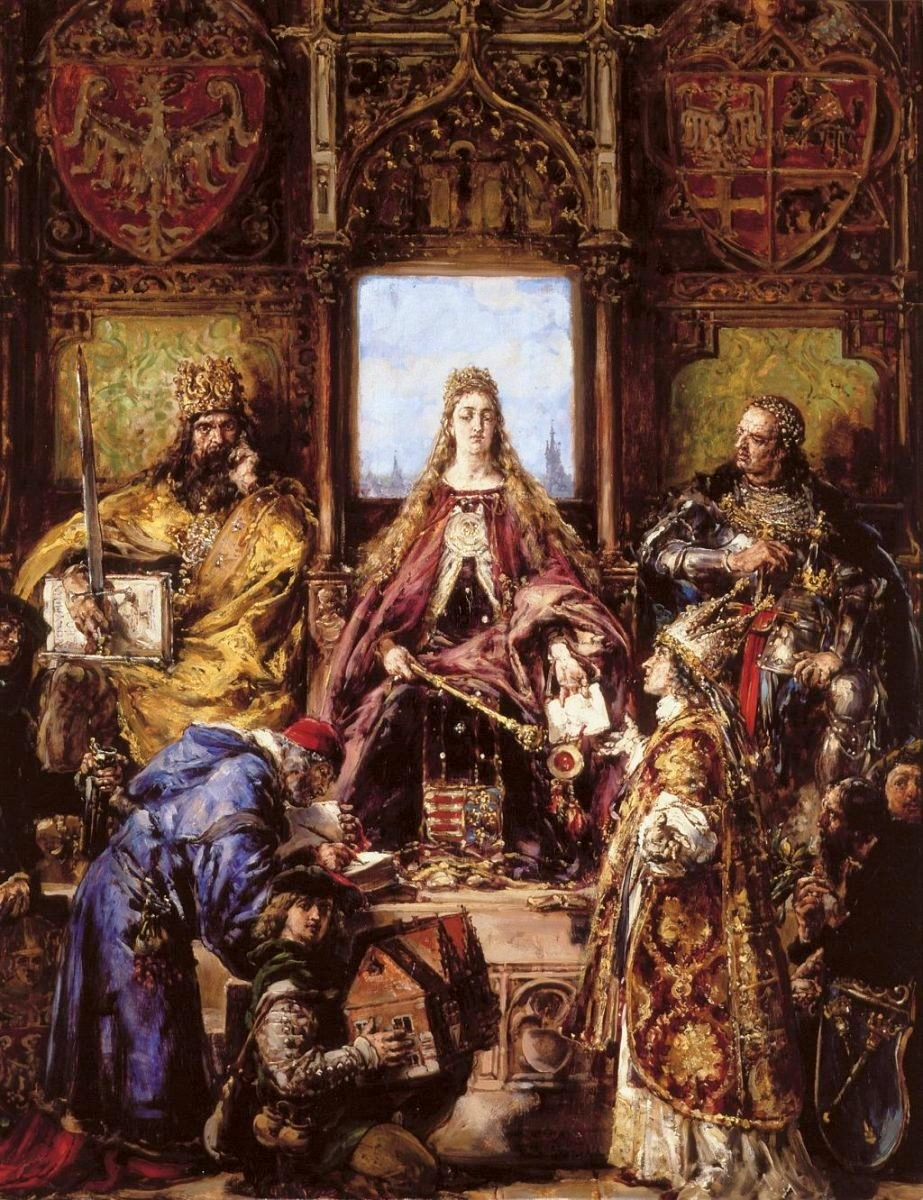
Założenie Szkoły Głównej przeniesieniem do Krakowa ugruntowane. R.P. 1361–1399–1400, obraz Jana Matejki

Choć początki kształcenia uniwersyteckiego w Polsce przypadają na XIV w., to od XIII w. coraz liczniejsi Polacy podejmowali studia zagraniczne. Do tego grona należeli: Witelon (mistrz uniwersytetów w Paryżu i Padwie, autor traktatu pt. Optyka z ok. 1270), oraz grupa znanych w Europie trzynastowiecznych kanonistów (przede wszystkim: Stefan Polak, Wawrzyniec Polak i Jakub ze Skaryszewa). Studia medyczne w Montpellier odbył nadworny lekarz Leszka Czarnego, Mikołaj z Polski. W okresie rządów Władysława I Łokietka w służbie państwowej pozostawało 41 osób z wyższym wykształceniem. Kazimierz III Wielki wykorzystywał wykształcenie 56 osób (część z czasów panowania swojego ojca), a Ludwik Węgierski – 12 osób. Łącznie w XIV w. polskiej władzy państwowej służyły 84 znane z imienia osoby, legitymujące się wyższym wykształceniem.
Starania o utworzenie w Polsce uniwersytetu podjął król Kazimierz III Wielki, który zwrócił się w tym celu do papieża Urbana V z supliką. W kwietniu 1363 papież pozytywnie odpowiedział na królewską prośbę. 12 maja 1364 kancelaria królewska wystawiła dokument fundacyjny dla uniwersytetu. W tym samym dniu odpowiedni dokument wydały również władze miejskie Krakowa. 1 września 1364 Urban V erygował krakowski uniwersytet i nadał mu takie same przywileje i uprawnienia, jakie posiadały inne europejskie społeczności uniwersyteckie. Choć nie wiadomo dokładnie, kiedy uczelnia zaczęła funkcjonować, to przypuszcza się, że nastąpiło to jeszcze za życia fundatora, tj. do 1370 roku. Pierwsze zajęcia odbywały się zapewne w domach profesorów, mieszkających na wzgórzu wawelskim. Po śmierci Kazimierza III Wielkiego uczelnia przestała działać. Funkcjonowanie wznowiła, jak wynika z mów Bartłomieja z Jasła, w 1390, dzięki staraniom króla Władysława II Jagiełły. Ze względu na rolę, jaką król Władysław i jego żona Jadwiga odegrali w odnowieniu uniwersytetu, w XIX wieku uczelni nadano nazwę Uniwersytet Jagielloński.
W 1579 roku król Stefan Batory przekształcił istniejące od 1570 Kolegium Jezuitów w Wilnie w Akademię i Uniwersytet Wileński Towarzystwa Jezusowego, co zostało potwierdzone przez papieża Grzegorza XIII. Uczelnia ta w drugiej połowie XVIII w. została poddana reformie, przyjmując nazwę Szkoła Główna Litewska. W 1803 została przekształcona w Cesarski Uniwersytet Wileński. W 1817 studenci i absolwenci uczelni powołali do życia samokształceniowe i patriotyczne Towarzystwo Filomatyczne, które przyjęło później spiskowy i antyzaborczy charakter. Stowarzyszenie zostało rozbite w 1823 roku. Cesarski Uniwersytet Wileński został natomiast zamknięty przez cara Mikołaja I Romanowa po stłumieniu powstania listopadowego w latach 30. XIX w.
W 1661 roku król Jan II Kazimierz Waza założył we Lwowie Akademię Jezuicką, opartą na istniejącym w tym mieście od 1608 kolegium jezuickim. W 1758 król August III Sas przekształcił uczelnię w Akademię Lwowską, przemianowaną po I rozbiorze Polski w szkołę średnią. W 1784 cesarz Józef II Habsburg ufundował we Lwowie świecki uniwersytet (Uniwersytet Józefiński), który na początku XIX w. został przekształcony w liceum. W 1817 Franciszek I ponownie ufundował uniwersytet (Uniwersytet Franciszkański), w którym językiem wykładowym był niemiecki. Po 1871, kiedy cesarz Franciszek Józef I zniósł ograniczenia językowe, coraz więcej wykładów było prowadzonych w języku polskim. W XIX w. w zaborze rosyjskim istniał Królewski Uniwersytet Warszawski (od 1816 do upadku powstania listopadowego). W latach 1870–1915 funkcjonował natomiast Cesarski Uniwersytet Warszawski z wykładowym językiem rosyjskim. Polacy stanowili od 60% do 70% jego studentów. Po zorganizowanym w 1905 bojkocie rosyjskiej uczelni, większość z nich wyjechała do innych uniwersytetów.
W II Rzeczypospolitej funkcjonowało pięć uniwersytetów publicznych: Uniwersytet Jagielloński, Uniwersytet Stefana Batorego w Wilnie (wznowił działalność i otrzymał imię swojego założyciela w 1919), Uniwersytet Jana Kazimierza we Lwowie (dawny Uniwersytet Franciszkański), Uniwersytet Warszawski (utworzony w 1915, od lat 30. nosił nazwę Uniwersytet Józefa Piłsudskiego w Warszawie) oraz Uniwersytet Poznański (założony w 1919). Od 1918 działała również niepubliczna uczelnia katolicka – Uniwersytet Lubelski – w której nazwie w 1928 pojawił się człon „Katolicki”. Działalność szkół wyższych regulowała Ustawa z dnia 13 lipca 1920 r. o szkołach akademickich, gwarantująca im dużą autonomię. W okresie międzywojennym najpopularniejszym kierunkami studiów były filozofia oraz prawo i nauki polityczne. Podczas II wojny światowej działalność polskich uczelni została zawieszona. W Warszawie w 1940 utworzono tajny Uniwersytet Ziem Zachodnich, którego kadrę stanowili uczeni zamkniętego Uniwersytetu Poznańskiego. Od jesieni 1943 UZZ posiadał filie w Częstochowie i Kielcach. Po zakończeniu wojny, w roku akademickim 1945/1946 największym polskim uniwersytetem pod względem liczby studentów był Uniwersytet Jagielloński, kształcący 8288 osób. Najmniejszym uniwersytetem pod tym względem był Katolicki Uniwersytet Lubelski, na którym naukę pobierało 1159 studentów. W latach 1944–1989 utworzono w Polsce 7 nowych uniwersytetów.
Po zmianach ustrojowych w 1989 uchwalono ustawę z dnia 12 września 1990 r. o szkolnictwie wyższym, a następnie ustawę z dnia 27 lipca 2005 r. Prawo o szkolnictwie wyższym (Dz.U. z 2017 r. poz. 2183, z późn. zm.) i ustawę z dnia 20 lipca 2018 r. Prawo o szkolnictwie wyższym i nauce.

## Współczesne regulacje prawne
Art. 16. 3. Wyraz „uniwersytet” jest zastrzeżony dla nazwy uczelni akademickiej posiadającej kategorię naukową A+, A albo B+ w co najmniej 6 dyscyplinach naukowych lub artystycznych, zwanych dalej „dyscyplinami”, zawierających się w co najmniej 3 dziedzinach nauki lub sztuki, zwanych dalej „dziedzinami”.

## Statystyka
| Studenci uniwersytetów (w tys.) | Studenci uniwersytetów (w tys.) |
| ------------------------------- | ------------------------------- |
| R. akademicki                   | L. studentów                    |
| 1937/1938                       | 27,7                            |
| 1950/1951                       | 41                              |
| 1955/1956                       | 24,6                            |
| 1960/1961                       | 39                              |
| 1965/1966                       | 64,9                            |
| 1970/1971                       | 97,5                            |
| 1975/1976                       | 147,1                           |
| 1980/1981                       | 131,2                           |
| 1985/1986                       | 116,9                           |
| 1990/1991                       | 141,1                           |
| 1995/1996                       | 280,5                           |
| 2000/2001                       | 443,3                           |
| 2005/2006                       | 563,1                           |
| 2010/2011                       | 526,8                           |

### Klasyfikacja
W Polsce działa 46 uniwersytetów publicznych:
- 25 uniwersytetów nadzorowanych przez ministra właściwego do spraw szkolnictwa wyższego[22]
- 2 uniwersytety klasyfikowane jako uczelnie artystyczne[23], nadzorowane przez ministra właściwego do spraw kultury i ochrony dziedzictwa narodowego
- 4 uniwersytety klasyfikowane jako uczelnie ekonomiczne, nadzorowane przez ministra właściwego do spraw szkolnictwa wyższego[22]
- 9 uniwersytetów medycznych klasyfikowanych jako uczelnie medyczne[23], nadzorowane przez ministra właściwego do spraw zdrowia
- 4 uniwersytety klasyfikowane jako uczelnie rolnicze, nadzorowane przez ministra właściwego do spraw szkolnictwa wyższego[22]
- 1 uniwersytet klasyfikowany jako uczelnia techniczna, nadzorowana przez ministra właściwego do spraw szkolnictwa wyższego[22]
- 1 uniwersytet klasyfikowany jako uczelnia morska, nadzorowana przez ministra właściwego do spraw gospodarki morskiej[24].

Istnieje ponadto 11 uniwersytetów niepublicznych.

### Ośrodki uniwersyteckie
Uniwersytety zlokalizowane są w 23 miastach:
W powyższej statystyce nie uwzględniono miast, w których znajdują się filie bądź wydziały zamiejscowe uniwersytetów.

## Publiczne uniwersytety klasyczne
Opracowano na podstawie danych Ministerstwa Nauki i Szkolnictwa Wyższego. Uszeregowano chronologicznie. Liczba studentów według stanu na rok 2019, na podstawie danych Głównego Urzędu Statystycznego.
| Lp. | Nazwa                                                          | Siedziba      | Siedziba | Historia | Liczba studentów |
| --- | -------------------------------------------------------------- | ------------- | -------- | --- | ---------------- |
| 1.  | Uniwersytet Jagielloński                                       | Kraków        |          | Powstał w 1364 jako Studium Generale. Inicjatorem założenia krakowskiego uniwersytetu, który przetrwał jedynie kilka lat, był król Kazimierz III Wielki. Uczelnia wznowiła działalność w 1390. W XIX w., dla podkreślenia roli odnowicieli: Jadwigi i Władysława II Jagiełły, przyjęła obecną nazwę. | 34 002           |
| 2.  | Uniwersytet Wrocławski                                         | Wrocław       |          | Powstał w 1811 jako uczelnia niemiecka z połączenia Akademii Leopoldyńskiej we Wrocławiu (założonej w 1702) i Uniwersytetu Viadrina we Frankfurcie nad Odrą (założonego w 1506). W 1945 prawnie przekształcony w polską uczelnię; kontynuuje tradycje Uniwersytetu Jana Kazimierza we Lwowie. | 21 247           |
| 3.  | Uniwersytet Warszawski                                         | Warszawa      |          | Powstał w 1816 roku. W okresie dwudziestolecia międzywojennego nosił imię Józefa Piłsudskiego. Od 1816 do upadku powstania listopadowego istniał Królewski Warszawski Uniwersytet, natomiast w latach 1870–1915 funkcjonował Cesarski Uniwersytet Warszawski (z językiem rosyjskim jako wykładowym). | 36 510           |
| 4.  | Uniwersytet im. Adama Mickiewicza w Poznaniu                   | Poznań        |          | Powstał w 1919 jako Uniwersytet Polski w Poznaniu. Nosił następnie nazwy: Wszechnica Piastowska i Uniwersytet Poznański (od 1920). W 1955 otrzymał obecną nazwę. | 29 987           |
| 5.  | Uniwersytet Marii Curie-Skłodowskiej w Lublinie                | Lublin        |          | Powstał w 1944 w wyniku decyzji Polskiego Komitetu Wyzwolenia Narodowego. Nadano mu imię noblistki Marii Skłodowskiej-Curie; rozważano również przyjęcie na patrona Mikołaja Kopernika. | 15 785           |
| 6.  | Uniwersytet Łódzki                                             | Łódź          |          | Powstał w 1945 roku. Kontynuuje tradycje działających w okresie międzywojennym w Łodzi szkół, m.in. oddziału Wolnej Wszechnicy Polskiej (1928–1939). | 23 284           |
| 7.  | Uniwersytet Mikołaja Kopernika w Toruniu                       | Toruń         |          | Powstał w 1945 roku. Kontynuuje tradycje Uniwersytetu Stefana Batorego w Wilnie, zamkniętego w grudniu 1939 roku. W 2004 włączono do niego Akademię Medyczną im. Ludwika Rydygiera w Bydgoszczy. | 17 921           |
| 8.  | Uniwersytet Śląski w Katowicach                                | Katowice      |          | Powstał w 1968 roku. Został utworzony poprzez połączenie działającej od 1950 Wyższej Szkoły Pedagogicznej w Katowicach z katowicką Filią Uniwersytetu Jagiellońskiego. | 19 492           |
| 9.  | Uniwersytet Gdański                                            | Gdańsk        |          | Powstał w 1970 roku. Został utworzony poprzez połączenie funkcjonującej od 1945 Wyższej Szkoły Ekonomicznej w Sopocie z Wyższą Szkołą Pedagogiczną w Gdańsku (założoną w 1946). | 19 735           |
| 10. | Uniwersytet Szczeciński                                        | Szczecin      |          | Powstał w 1984 roku. Został utworzony poprzez połączenie jednego z wydziałów Politechniki Szczecińskiej z Wyższą Szkołą Pedagogiczną w Szczecinie (założoną w 1968 jako Wyższa Szkoła Nauczycielska). | 9946             |
| 11. | Uniwersytet Opolski                                            | Opole         |          | Powstał w 1994 roku. Został utworzony poprzez połączenie Wyższej Szkoły Pedagogicznej im. Powstańców Śląskich w Opolu (założonej w 1950 we Wrocławiu) z Instytutem Teologiczno-Pastoralnym w Opolu. | 8885             |
| 12. | Uniwersytet w Białymstoku                                      | Białystok     |          | Powstał w 1997 roku w wyniku przekształcenia działającej od 1968 w Białymstoku filii Uniwersytetu Warszawskiego. | 8214             |
| 13. | Uniwersytet Warmińsko-Mazurski w Olsztynie                     | Olsztyn       |          | Powstał w 1999 roku na bazie działających w Olsztynie: Akademii Rolniczo-Technicznej (założonej w 1950 jako Wyższa Szkoła Rolnicza), Wyższej Szkoły Pedagogicznej (założonej w 1969 jako Wyższa Szkoła Nauczycielska) i Warmińskiego Instytutu Teologicznego (założonego w 1980). | 15 907           |
| 14. | Uniwersytet Kardynała Stefana Wyszyńskiego w Warszawie         | Warszawa      |          | Uczelnia powstała w 1954, status uniwersytetu od 1999 roku w wyniku przekształcenia istniejącej od 1954 Akademii Teologii Katolickiej. | 9757             |
| 15. | Uniwersytet Rzeszowski                                         | Rzeszów       |          | Powstał w 2001 na bazie: Wyższej Szkoły Pedagogicznej w Rzeszowie (założonej w 1965), rzeszowskiej filii Uniwersytet Marii Curie-Skłodowskiej w Lublinie oraz rzeszowskiego Wydziału Ekonomii Akademii Rolniczej im. Hugona Kołłątaja w Krakowie. | 14 907           |
| 16. | Uniwersytet Zielonogórski                                      | Zielona Góra  |          | Powstał w 2001 na bazie Politechniki Zielonogórskiej (założonej w 1965 jako Wyższa Szkoła Inżynierska) i Wyższej Szkoły Pedagogicznej w Zielonej Górze (powstałej w 1971 jako Wyższa Szkoła Nauczycielska). | 8714             |
| 17. | Uniwersytet Kazimierza Wielkiego w Bydgoszczy                  | Bydgoszcz     |          | Uczelnia powstała w 1969, status uniwersytetu od 2005 roku. Wywodzi się z założonej w 1969 Wyższej Szkoły Nauczycielskiej, przekształconej następnie w Wyższą Szkołę Pedagogiczną (1974) i Akademię Bydgoską im. Kazimierza Wielkiego (2000). | 6869             |
| 18. | Uniwersytet Jana Kochanowskiego w Kielcach                     | Kielce        |          | Uczelnia powstała w 1969, status uniwersytetu przymiotnikowego od 2008, a klasycznego od 2011 roku. W latach 2008–2011 działał jako uniwersytet przymiotnikowy (Uniwersytet Humanistyczno-Przyrodniczy Jana Kochanowskiego w Kielcach). Wcześniej funkcjonował jako Akademia Świętokrzyska, Wyższa Szkoła Pedagogiczna i Wyższa Szkoła Nauczycielska (założona w 1969).                                                                                     | 10 146           |
| 19. | Uniwersytet Jana Długosza w Częstochowie                       | Częstochowa   |          | Uczelnia powstała w 1971, status uniwersytetu przymiotnikowego od 2018, a klasycznego od 2023 roku. W latach 2018–2023 działał jako Uniwersytet Humanistyczno-Przyrodniczy im. Jana Długosza w Częstochowie (uniwersytet przymiotnikowy), Akademia im. Jana Długosza, Wyższa Szkoła Pedagogiczna i Wyższa Szkoła Nauczycielska (założona w 1971). | 5359             |
| 20. | Uniwersytet Radomski                                           | Radom         |          | Uczelnia powstała w 1950, status uniwersytetu przymiotnikowego od 2012, a klasycznego od 2023. W latach 2012–2023 działał jako Uniwersytet Technologiczno-Humanistyczny im. Kazimierza Pułaskiego w Radomiu (uniwersytet przymiotnikowy), wcześniej jako Politechnika Radomska, Wyższa Szkoła Inżynierska, Politechnika Świętokrzyska, Kielecko-Radomska Wyższa Szkoła Inżynierska, Szkoła Inżynierska Naczelnej Organizacji Technicznej (założona w 1950). | 4959             |
| 21. | Uniwersytet Pomorski w Słupsku                                 | Słupsk        |          | Uczelnia powstała w 1969, status uniwersytetu od 2023 roku. Wcześniej jako Akademia Pomorska. | 3738             |
| 22. | Uniwersytet Bielsko-Bialski                                    | Bielsko-Biała |          | Uczelnia powstała w 2001, status uniwersytetu od 2023 roku. W latach 2001–2023 działał jako Akademia Techniczno-Humanistyczna w Bielsku-Białej. Wcześniej funkcjonował jako filia Politechniki Łódzkiej. | 4049             |
| 23. | Uniwersytet Kaliski im. Prezydenta Stanisława Wojciechowskiego | Kalisz        |          | Uczelnia powstała w 1999, status uniwersytetu od 2023 roku. Wcześniej jako Akademii Kaliska (od 2020) i Państwowa Wyższa Szkoła Zawodowa w Kaliszu (od 1999). | 2898             |
| 24. | Uniwersytet Komisji Edukacji Narodowej w Krakowie              | Kraków        |          | Uczelnia powstała w 1946, status uniwersytetu przymiotnikowego od 2008, a klasycznego od 2023. Wywodzi się z istniejącej od 1946 Wyższej Szkoły Pedagogicznej w Krakowie, która w 1973 otrzymała imię Komisji Edukacji Narodowej. W latach 1999–2008 uczelnia nosiła nazwę Akademia Pedagogiczna im. KEN, a w latach 2008–2023 Uniwersytet Pedagogiczny im. Komisji Edukacji Narodowej w Krakowie.                                                          | 15 606           |
| 25. | Uniwersytet w Siedlcach                                        | Siedlce       |          | Uczelnia powstała w 1969, status uniwersytetu przymiotnikowego od 2010, a klasycznego od 2023. Wywodzi się z założonej w 1969 Wyższej Szkoły Nauczycielskiej. Na przestrzeni lat nosił m.in. nazwy: Wyższa Szkoła Rolniczo-Pedagogiczna i Akademia Podlaska (1999–2010), Uniwersytet Przyrodniczo-Humanistyczny w Siedlcach (2010-2023). | 4481             |

## Publiczne uniwersytety przymiotnikowe

### Uczelnie artystyczne
Uszeregowano chronologicznie. Liczba studentów według stanu na rok 2019, na podstawie danych Głównego Urzędu Statystycznego.
| Lp. | Nazwa                                                        | Siedziba | Siedziba | Historia | Liczba studentów |
| --- | ------------------------------------------------------------ | -------- | -------- | --- | ---------------- |
| 1.  | Uniwersytet Muzyczny Fryderyka Chopina                       | Warszawa |          | Uczelnia powstała w 1810, status uniwersytetu od 2008 roku. Wywodzi się z założonej w 1810 Szkoły Dramatycznej w Warszawie. Od 1946 uczelnia nosiła nazwę Państwowa Wyższa Szkoła Muzyczna, a od 1979 – Akademia Muzyczna im. Fryderyka Chopina.                         | 988              |
| 2.  | Uniwersytet Artystyczny im. Magdaleny Abakanowicz w Poznaniu | Poznań   |          | Uczelnia powstała w 1919, status uniwersytetu od 2010 roku. Wywodzi się z funkcjonującej od 1919 w Poznaniu Szkoły Sztuk Zdobniczych. Od 1946 uczelnia nosiła nazwę Państwowa Wyższa Szkoła Sztuk Plastycznych, w 1996 została przekształcona w Akademię Sztuk Pięknych. | 1266             |

### Uczelnie ekonomiczne
Uszeregowano chronologicznie. Liczba studentów według stanu na rok 2019, na podstawie danych Głównego Urzędu Statystycznego.
| Lp. | Nazwa                                | Siedziba | Siedziba | Historia | Liczba studentów |
| --- | ------------------------------------ | -------- | -------- | --- | ---------------- |
| 1.  | Uniwersytet Ekonomiczny w Krakowie   | Kraków   |          | Uczelnia powstała w 1925, status uniwersytetu od 2007 roku. Wywodzi się z założonego w 1925 Wyższego Studium Handlowego. W latach 1974–2007 uczelnia nosiła nazwę Akademia Ekonomiczna.                                                | 13 047           |
| 2.  | Uniwersytet Ekonomiczny we Wrocławiu | Wrocław  |          | Uczelnia powstała w 1947, status uniwersytetu od 2008 roku. Wywodzi się z założonej w 1947 Wyższej Szkoły Handlowej, przekształconej następnie w Wyższą Szkołę Ekonomiczną (1950) i Akademię Ekonomiczną im. Oskara Langego (1974).    | 8885             |
| 3.  | Uniwersytet Ekonomiczny w Poznaniu   | Poznań   |          | Uczelnia powstała w 1926, status uniwersytetu od 2008 roku. Wywodzi się z założonej w 1926 Wyższej Szkoły Handlowej. Na przestrzeni lat uczelnia nosiła m.in. nazwę Akademia Ekonomiczna w Poznaniu (1974–2008).                       | 7445             |
| 4.  | Uniwersytet Ekonomiczny w Katowicach | Katowice |          | Uczelnia powstała w 1937, status uniwersytetu od 2010 roku. Wywodzi się z uruchomionego w 1937 Wyższego Studium Nauk Społeczno-Gospodarczych. W 1972 uczelnia otrzymała imię Karola Adamieckiego, a w 1974 nazwę Akademia Ekonomiczna. | 7762             |

### Uczelnie medyczne
Uszeregowano chronologicznie. Opracowano na podstawie danych Ministerstwa Zdrowia oraz poszczególnych uczelni. Liczba studentów według stanu rok 2019, w oparciu o dane Głównego Urzędu Statystycznego.
| Lp. | Nazwa                                                      | Siedziba  | Siedziba | Historia | Liczba studentów |
| --- | ---------------------------------------------------------- | --------- | -------- | --- | ---------------- |
| 1.  | Uniwersytet Medyczny w Łodzi                               | Łódź      |          | Utworzony w 2002 z połączenia funkcjonujących w Łodzi: Akademii Medycznej (założonej w 1950 [1945]) i Wojskowej Akademii Medycznej (powstałej w 1958 [1950]). | 8409             |
| 2.  | Uniwersytet Medyczny im. Karola Marcinkowskiego w Poznaniu | Poznań    |          | Uczelnia powstała w 1950, status uniwersytetu od 2007 roku. Wywodzi się z Akademii Lekarskiej w Poznaniu (tuż po utworzeniu przemianowana na Akademię Medyczną w Poznaniu) z Wydziału Lekarskiego (założony w 1920) i Wydziału Farmaceutycznego (założony w 1947) Uniwersytetu Poznańskiego. | 6620             |
| 3.  | Śląski Uniwersytet Medyczny w Katowicach                   | Katowice  |          | Uczelnia powstała w 1948, status uniwersytetu od 2007 roku. Wywodzi się z Akademii Lekarskiej w Bytomiu, która od 1971 nosiła nazwę Śląska Akademia Medyczna imienia Ludwika Waryńskiego w Katowicach. | 9249             |
| 4.  | Warszawski Uniwersytet Medyczny                            | Warszawa  |          | Uczelnia powstała w 1950, status uniwersytetu od 2008 roku. Wywodzi się z Akademii Lekarskiej w Warszawie (w tym samym roku przemianowana na Akademię Medyczną w Warszawie) z połączenia Wydziałów Lekarskiego i Farmaceutycznego Uniwersytetu Warszawskiego z Akademią Stomatologiczną. Korzeniami sięga założonej w 1809 Szkoły Lekarskiej w Warszawie, włączonej w 1816 do Królewskiego Uniwersytetu Warszawskiego jako Wydział Lekarski. | 9030             |
| 5.  | Uniwersytet Medyczny w Lublinie                            | Lublin    |          | Uczelnia powstała w 1950, status uniwersytetu od 2008 roku. Wywodzi się z Akademii Lekarskiej w Lublinie, która tuż po utworzeniu przemianowana została na Akademię Medyczną w Lublinie, a od 2002 nosiła imię Feliksa Skubiszewskiego. | 6886             |
| 6.  | Uniwersytet Medyczny w Białymstoku                         | Białystok |          | Uczelnia powstała w 1950, status uniwersytetu od 2008 roku. Wywodzi się z Akademii Lekarskiej w Białymstoku, przemianowanej w tym samym roku na Akademię Medyczną w Białymstoku. | 4461             |
| 7.  | Gdański Uniwersytet Medyczny                               | Gdańsk    |          | Uczelnia powstała w 1945, status uniwersytetu od 2009 roku. Wywodzi się z Akademii Lekarskiej w Gdańsku powstałej na bazie lokalowej zlikwidowanej niemieckiej Medizinische Akademie Danzig (1935–1945). W 1950 uczelnię przemianowano na Akademię Medyczną w Gdańsku. | 5076             |
| 8.  | Pomorski Uniwersytet Medyczny w Szczecinie                 | Szczecin  |          | Uczelnia powstała w 1948, status uniwersytetu od 2010 roku. Wywodzi się z Akademii Lekarskiej w Szczecinie, noszącą w latach 1949–1992 nazwę Pomorska Akademia Medyczna im. gen. Karola Świerczewskiego. | 5191             |
| 9.  | Uniwersytet Medyczny im. Piastów Śląskich we Wrocławiu     | Wrocław   |          | Uczelnia powstała w 1950, status uniwersytetu od 2012 roku. Wywodzi się z Akademii Lekarskiej we Wrocławiu powstałej na bazie Wydziału Lekarskiego Uniwersytetu Wrocławskiego, powstałego w 1506 na Uniwersytecie Viadrina we Frankfurcie nad Odrą. Jeszcze w 1950 uczelnię przemianowano na Akademię Medyczną we Wrocławiu, która od 1989 nosiła imię Piastów śląskich.                                                                     | 5572             |

### Uczelnie rolnicze
Uszeregowano chronologicznie. Liczba studentów według stanu na rok 2019, na podstawie danych Głównego Urzędu Statystycznego.
| Lp. | Nazwa                                                | Siedziba | Siedziba | Historia | Liczba studentów |
| --- | ---------------------------------------------------- | -------- | -------- | --- | ---------------- |
| 1.  | Uniwersytet Przyrodniczy we Wrocławiu                | Wrocław  |          | Uczelnia powstała w 1951, status uniwersytetu od 2006 roku. Wywodzi się z założonej w 1951 Wyższej Szkoły Rolniczej (wyodrębnionej z Uniwersytetu Wrocławskiego i Politechniki Wrocławskiej), przekształconej w 1972 w Akademię Rolniczą.                                                 | 6688             |
| 2.  | Uniwersytet Przyrodniczy w Poznaniu                  | Poznań   |          | Uczelnia powstała w 1951, status uniwersytetu od 2008 roku. Wywodzi się z założonej w 1951 Wyższej Szkoły Rolniczej (wydzielonej z Uniwersytetu Poznańskiego), przekształconej w 1972 w Akademię Rolniczą, która od 1996 nosiła imię Augusta Cieszkowskiego.                              | 7209             |
| 3.  | Uniwersytet Rolniczy im. Hugona Kołłątaja w Krakowie | Kraków   |          | Uczelnia powstała w 1953, status uniwersytetu od 2008 roku. Wywodzi się z wyodrębnionej w 1953 z Uniwersytetu Jagiellońskiego Wyższej Szkoły Rolniczej, przekształconej w 1972 w Akademię Rolniczą. Nosi imię Hugona Kołłątaja, który w XVIII w. postulował utworzenie katedry rolnictwa. | 7017             |
| 4.  | Uniwersytet Przyrodniczy w Lublinie                  | Lublin   |          | Uczelnia powstała w 1955, status uniwersytetu od 2008 roku. Wywodzi się z wyodrębnionej w 1955 z Uniwersytetu Marii Curie-Skłodowskiej w Lublinie Wyższej Szkoły Rolniczej, przekształconej w 1972 w Akademię Rolniczą.                                                                   | 6712             |

### Uczelnie techniczne/morskie
Uszeregowano chronologicznie. Liczba studentów według stanu na rok 2019, na podstawie danych Głównego Urzędu Statystycznego.
| Lp. | Nazwa                                                     | Siedziba | Siedziba | Historia | Liczba studentów |
| --- | --------------------------------------------------------- | -------- | -------- | --- | ---------------- |
| 1.  | Zachodniopomorski Uniwersytet Technologiczny w Szczecinie | Szczecin |          | Powstał w 2009 roku. Utworzony poprzez połączenie istniejącej w latach 1955–2008 Politechniki Szczecińskiej (z tradycją sięgającą 1946) i działającej od 1972 do 2008 Akademii Rolniczej w Szczecinie (z tradycją sięgającą 1954). | 5726             |
| 2.  | Uniwersytet Morski w Gdyni                                | Gdynia   |          | Uczelnia powstała w 1920, status uniwersytetu od 2018 roku. | 4027             |

## Uniwersytety niepubliczne
| Lp. | Nazwa                                                | Siedziba | Siedziba | Historia | Liczba studentów |
| --- | ---------------------------------------------------- | -------- | -------- | --- | ---------------- |
| 1.  | Katolicki Uniwersytet Lubelski Jana Pawła II         | Lublin   |          | Powstał w 1918 roku. Początkowo nosił nazwę Uniwersytet Lubelski, człon „Katolicki” dodano w 1928 roku. W 2005 otrzymał imię papieża Jana Pawła II. Jest katolicką szkołą wyższą podległą Stolicy Apostolskiej, uczelnią niepubliczną z prawami uczelni publicznej, finansowaną z budżetu państwa. | 7570             |
| 2.  | Uniwersytet Papieski Jana Pawła II w Krakowie        | Kraków   |          | Uczelnia powstała w 1981, status uniwersytetu od 2009 roku. Dawniej Papieska Akademia Teologiczna w Krakowie. | 2607             |
| 3.  | Uniwersytet SWPS                                     | Warszawa |          | Uczelnia powstała w 1996, status uniwersytetu od 2015 roku. W latach 1996–2015 uczelnia nosiła nazwę Szkoła Wyższa Psychologii Społecznej. Uniwersytet SWPS jest pierwszym świeckim uniwersytetem niepublicznym w Polsce.                                                                          | 17 907           |
| 4.  | Uniwersytet WSB Merito w Gdańsku                     | Gdańsk   |          | Uczelnia powstała w 1998, status uniwersytetu od 2023 roku. Dawniej Wyższa Szkoła Bankowa w Gdańsku. | 18 515           |
| 5.  | Uniwersytet WSB Merito w Poznaniu                    | Poznań   |          | Uczelnia powstała w 1994, status uniwersytetu od 2023 roku. Dawniej Wyższa Szkoła Bankowa w Poznaniu. | 35 431           |
| 6.  | Uniwersytet WSB Merito w Toruniu                     | Toruń    |          | Uczelnia powstała w 1998, status uniwersytetu od 2023 roku. Dawniej Wyższa Szkoła Bankowa w Toruniu. | 11 719           |
| 7.  | Uniwersytet WSB Merito we Wrocławiu                  | Wrocław  |          | Uczelnia powstała w 1998, status uniwersytetu od 2023 roku. Dawniej Wyższa Szkoła Bankowa we Wrocławiu. | 19 466           |
| 8.  | Uniwersytet Dolnośląski DSW we Wrocławiu             | Wrocław  |          | Uczelnia powstała w 1997, status uniwersytetu od 2023 roku. Dawniej Dolnośląska Szkoła Wyższa Edukacji Towarzystwa Wiedzy Powszechnej i Dolnośląska Szkoła Wyższa. | 9971             |
| 9.  | Uniwersytet Ignatianum w Krakowie                    | Kraków   |          | Uczelnia powstała w 1932, status uniwersytetu od 2023 roku. Dawniej Akademia Ignatianum w Krakowie. | 3082             |
| 10. | Uniwersytet Andrzeja Frycza Modrzewskiego w Krakowie | Kraków   |          | Uczelnia powstała w 2000, status uniwersytetu od 2024 roku. Dawniej Krakowska Szkoła Wyższa im. Andrzeja Frycza Modrzewskiego i Krakowska Akademia im. Andrzeja Frycza Modrzewskiego. | 8044             |
| 11. | Uniwersytet VIZJA w Warszawie                        | Warszawa |          | Uczelnia powstała w 2001, status uniwersytetu od 2025 roku. Dawniej Wyższa Szkoła Finansów i Zarządzania w Warszawie i Akademia Ekonomiczno-Humanistyczna w Warszawie. | 21 397           |

Od 2009 istnieje uczelnia papieska, uniwersytet kościelny kanonicznie erygowany przez Stolicę Apostolską – Uniwersytet Papieski Jana Pawła II w Krakowie (w latach 1981–2009 Papieska Akademia Teologiczna). Jego status prawny i działalność określa konkordat między Stolicą Apostolską i Rzecząpospolitą Polską z 1993 oraz umowa zawarta 1 lipca 1999 między Rządem Rzeczypospolitej Polskiej a Konferencją Episkopatu Polski.